# Estación Principal de Belgrado
La Estación Principal de Belgrado (en serbio: Železnička stanica Beograd–Glavna, serbio cirílico: Железничка станица Београд–Главна o Estación de Belgrado-Glavna) es la principal estación de ferrocarril de Belgrado, Serbia. Es la estación de tren interurbano más concurrida del país y uno de los nudos ferroviarios más importantes de los Balcanes. Está situada junto al río Sava, y su uso está siendo paulatinamente sustituido por las ampliaciones de la nueva Estación Central de Belgrado, finalizada en 1974. Es un edificio incluido en el Patrimonio Cultural de Serbia.

## Historia

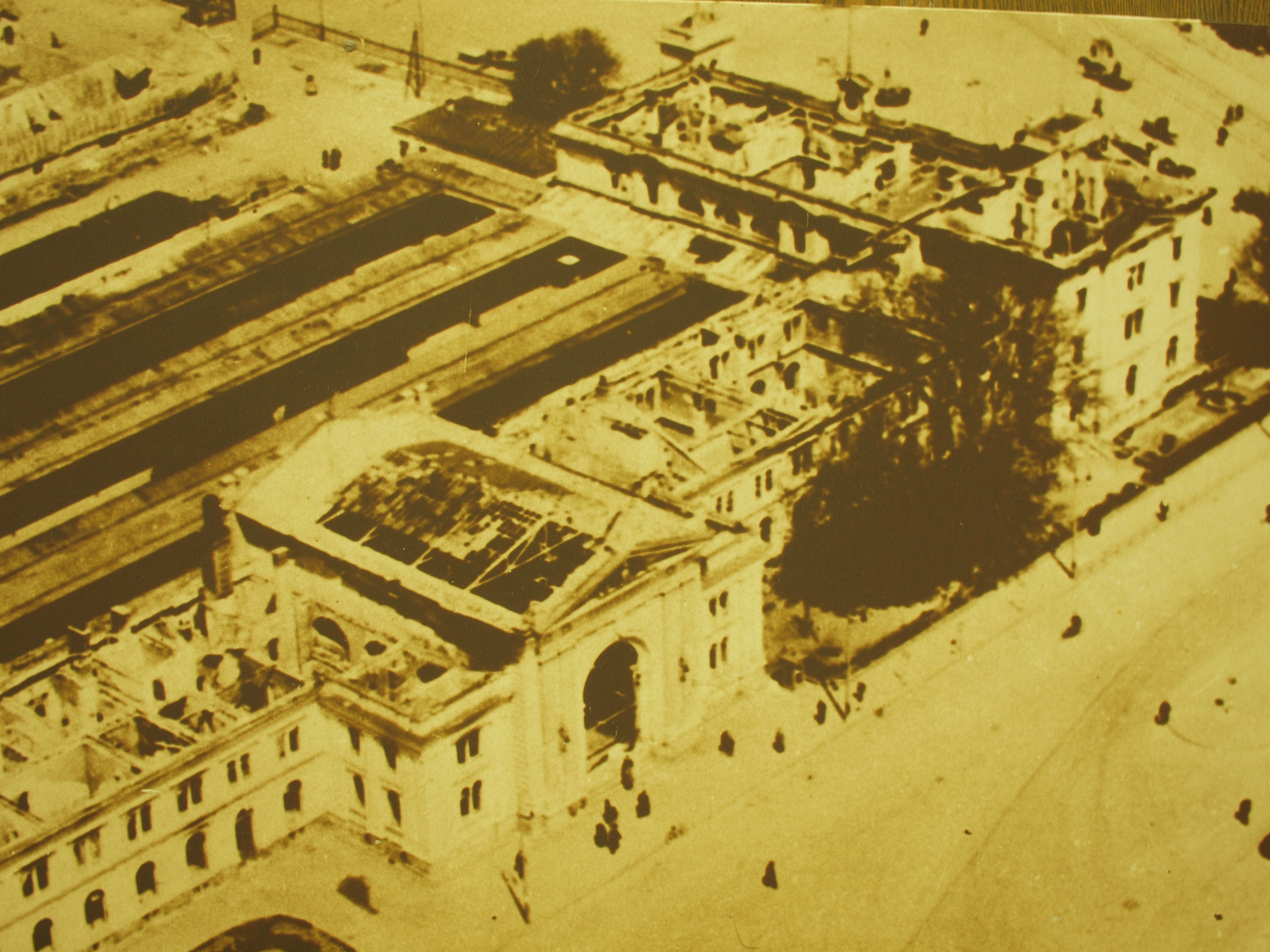
La estación tras el bombardeo alemán de 1941, en el marco de la Segunda Guerra Mundial.

Belgrado Glavna fue construida entre 1881 y 1884, al final de la ocupación turca por el Ferrocarril Oriental (CO) en el marco del ferrocarril Estambul-Viena. Sus arquitectos fueron Wilhelm von Flattich y Dragiša Milutinović. Antes de la finalización de su construcción, el CO entregó la propiedad de la estación a la recién formada Ferrocarriles de Serbia, aunque los trenes que llegaban a la estación debían pagar derechos de paso hasta 1913, cuando el Ferrocarril Oriental dejó de operar fuera del Imperio otomano.
Durante la Segunda Guerra Mundial, como principal nudo ferroviario del país, la estación sufrió ataques aéreos, siendo prácticamente destruida durante los bombardeos alemanes de 1941 y de nuevo atacada por los aliados en 1944.
Entre 1920 y 2003 la estación formó parte de la red de los Ferrocarriles Yugoslavos (JŽ). En 1974, se puso en marcha un plan para reconstruir la infraestructura ferroviaria belgradense, con la construcción de la Estación de ferrocarril de Prokop, que debía sustituir a Belgrado Glavna. Sin embargo, estos planes han sido aplazados. En 2010, el Banco Europeo para la Reconstrucción y el Desarrollo concedió cuatro préstamos para que los Ferrocarriles Serbios comenzasen la modernización de su infraestructura.

## Servicios
Desde la Estación Principal parten los principales trenes interurbanos y expresos con destino al extranjero y a las principales ciudades del país, como Novi Sad y Niš. También son operados directamente desde Belgrado Glavna trenes de cercanías a las ciudades satélites de Belgrado. No obstante, los trenes de Beovoz con destino a estas ciudades operados desde la Estación de Prokop tienen servicios más frecuentes.
La estación se encuentra muy bien comunicada: 11 líneas del Tranvía de Belgrado tienen parada en sus inmediaciones.

## Monumento cultural
En el momento de su construcción representaba uno de los edificios más monumentales y símbolos de la antigua capital real. Es una de las primeras estaciones de tren en Serbia cuyo proyecto incluía el programa arquitectónico específico y contenidos adaptados a los logros técnicos europeos. Está diseñada en el espíritu del academicismo como un edificio representativo, de base dentada. La composición arquitectónica está dominada por un resalto clasicista central de la entrada principal, por encima del cual se encuentra un tímpano triangular. Con su solución específica, el edificio representa un testimonio del desarrollo técnico y arquitectónico de Serbia en las últimas décadas del siglo XIX.